# Ozana
For the river ở România, see sông Neamţ (Moldova).
Ozana là một chi bướm đêm thuộc họ Noctuidae.